# Stephan von Venningen

Stephan von Venningen (Fresko mit hl. Georg in Rüstung von 1516)

Stephan von Venningen († 1530) war Ortsherr in Grombach, das er 1498 erwarb.

## Leben
Er entstammte der Neidenstein-Zuzenhausener Linie der Herren von Venningen und war ein Sohn des Johann von Venningen († vor 1490) und der Catharina von Bemberg.
1498 wurde er von Erpf (Erpho) von Venningen verklagt, „er habe ihme seinen Vattern umbgebracht, und ist Pfaltz selbst als Richter gesessen.“
Ebenfalls 1498 erwarb er Burg und Dorf Grombach von Erhard von Helmstatt als Allodialbesitz für 4.500 Gulden. Die Gemeinde Grombach protestierte, weil auch der Wald mitverkauft worden war, der seit dem 13. Jahrhundert in Gemeindebesitz war. Der Wald blieb darauf bei der Gemeinde und der Kaufpreis wurde um 260 Gulden gemindert. 1502 kam es zu weiterem Rechtsstreit wegen Einkünften aus Grombach, die Erhard von Helmstatt verblieben waren. Die Waldnutzung war auch 1520 Anlass für einen Streit mit Philipp d. Ä. von Neuenhauß auf dem nahen Schloss Neuhaus, der im Wald in der Cuntzenklingen hatte Bäume roden lassen, woraufhin Grenzsteine gesetzt wurden.
Wahrscheinlich aus dem Erbe seiner Gattin, die von den Herren von Gemmingen abstammte, hatte er auch Besitz in Meimsheim, den die Eheleute 1517 an Plicker von Gemmingen verkauften. Der Meimsheimer Besitz kam etwa 50 Jahre später an Württemberg.
1528 beklagte er sich bei der Stadt Gundelsheim über seine auf Schloss Horneck verbrannten Darlehensurkunden über 15.000 Gulden.
Er starb 1530. Der Besitz in Grombach kam an seinen Bruder Conrad († 1532), badischer Rat und Landhofmeister, und dessen Söhne.

## Familie
Er war verheiratet mit Margaretha von Gemmingen († 1530), der Tochter des Dietrich von Gemmingen († 1428), Burgherr auf Maienfels und Vogt in Löwenstein. Aus der Ehe gingen keine Nachkommen hervor.